# Luka Bebić
Luka Bebić (ur. 21 sierpnia 1937 w Desne) – chorwacki polityk i agronom, wieloletni parlamentarzysta, przewodniczący parlamentu i minister obrony, jeden z liderów Chorwackiej Wspólnoty Demokratycznej (HDZ).

## Życiorys
Ukończył studia rolnicze na Uniwersytecie w Sarajewie. Do 1990 pracował w Metkoviciu, był etatowym działaczem Związku Komunistów Jugosławii. W 1989 został członkiem Chorwackiej Wspólnoty Demokratycznej, pełnił funkcje w ścisłych władzach krajowych tego ugrupowania. W 1991 przez około dwa miesiące sprawował urząd ministra obrony, a w latach 1996–1998 był doradcą prezydenta ds. bezpieczeństwa narodowego. Między 1990 a 2007 sześciokrotnie uzyskiwał mandat deputowanego do Zgromadzenia Chorwackiego. Od 2003 był wiceprzewodniczącym parlamentu. Od stycznia 2008 do grudnia 2011 zajmował stanowisko przewodniczącego Zgromadzenia Chorwackiego VI kadencji. Nie ubiegał się o poselską reelekcję w 2011.

## Odznaczenia
- Wielki Order Królowej Jeleny (2008)[2]
- Order Księcia Trpimira (1995)[3]